# Miguel La Torre Sáenz
Miguel Francisco La Torre Sáenz (Las Varas, Chihuahua, México; 16 de enero de 1978), conocido comúnmente como Miguel La Torre, es un político mexicano, miembro del Movimiento Regeneración Nacional. Fue diputado local de la LXV Legislatura del Congreso de Chihuahua.

## Biografía
Miguel nació en la comunidad de Las Varas, Madera el 16 de enero de 1978. Es egresado de la licenciatura en derecho por la Universidad Autónoma de Chihuahua egresado en el 2000 en donde participó como Consejero Técnico. Además estudió seminarios de Auditoría y Control Interno Gubernamental así como un diplomado en Política de la Fundación FAES en Madrid, España.

### Carrera política
En 2001 fue elegido regidor del Ayuntamiento de Chihuahua para el periodo 2001 a 2004 durante la administración de Jorge Barousse Moreno en donde presidió la Comisión de Derechos Humanos. Se desempeñó en la función pública dentro de la Oficina de Averiguaciones Previas de Gobierno del Estado.
Fue integrante de la Contraloría del Instituto Mexicano del Seguro Social y posteriormente contralor de la Administración Portuaria de Lázaro Cárdenas, Michoacán, ejerciendo actividades de vigilancia para el cumplimiento de normas y disposiciones en la contratación de servicios. Fue jefe de Comercio y Espectáculos y Subdirector de Educación del Municipio de Chihuahua durante la administración encabezada por Carlos Borruel Baquera entre 2008 y 2010.
Para 2010 fue elegido dirigente del Comité Directivo Municipal del PAN en Chihuahua. 
En 2015, fue precandidato a diputado federal por el Distrito 6, quedando en tercer lugar, detrás de Juan Blanco Zaldívar y Javier Gaudini Díaz Gurrola.
En 2016 fue elegido candidato a diputado local por el Distrito 16 con cabecera en Chihuahua luego de vencer a Roberto Lara Rocha en la elección interna, resultando finalmente electo tras vencer en la elección constitucional al candidato del Partido Revolucionario Institucional, Pedro Ignacio Domíguez Zepeda. Fue coordinador del Grupo Parlamentario del PAN en la LXV Legislatura del Congreso del Estado de Chihuahua desde el 1 de octubre de ese año y hasta el 27 de abril de 2017.
En 2018, logró la reelección a su cargo como diputado, durando en el mismo hasta el término de la Legislatura en 2021. Ese mismo año buscó infructuosamente ser candidato del PAN a presidente municipal de Chihuahua, así como candidato a diputado federal por el Distrito 6.
En agosto de 2023 se unió al Movimiento Regeneración Nacional, y en noviembre se registró como precandidato por Morena a la presidencia municipal de Chihuahua para las elecciones de 2024.